# Stazione di Iseo
La stazione di Iseo è lo scalo della linea Brescia-Edolo, posizionata nell'omonimo comune. È ubicata a pochi passi dal centro storico e dal Sebino.
È gestita da Ferrovienord.

## Storia

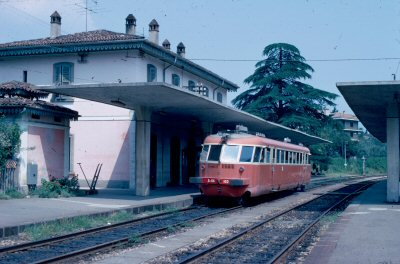
L'automotrice An 64.103 in sosta sul primo binario della stazione nel 1975

La stazione entrò in funzione l'8 luglio 1907, quando fu aperto all'esercizio il tronco ferroviario da Iseo a Pisogne.
Per qualche settimana, la stazione fu capolinea di un breve servizio Iseo-Pisogne, gestito dalla Società Nazionale Ferrovie e Tramvie (SNFT), mentre la precedente stazione di Iseo, in funzione dal 1885 e inadatta a poter essere impiegata da una linea ferroviaria che proseguisse verso la Val Camonica, fu mantenuta per il servizio verso Brescia, gestito dalle Ferrovie dello Stato (FS). Il 13 agosto fu attivato un servizio unico Brescia-Pisogne gestito dalle FS per conto della SNFT, che portò alla soppressione della vecchia stazione. Il servizio iniziò a essere effettuato direttamente dalla SNFT a partire dal 1º novembre 1907. Alla fine dell'anno il servizio fu poi esteso al capolinea provvisorio di Breno, mentre nel luglio 1909 giunse a quello definitivo di Edolo.
Il 4 settembre 1911, la stazione fu raggiunta dalla linea ferroviaria per Rovato. Da quel giorno fino al 1º febbraio 1919 la stazione fu coperta da un servizio Rovato Ferrovia-Edolo e funse da capolinea di un servizio proveniente da Brescia e transitante per la fermata di Monterotondo. Da quella data il servizio Brescia-Edolo transitò per il raccordo collegante la stazione di Bornato-Calino a quella di Paderno Franciacorta: Iseo divenne quindi capolinea di un servizio separato per Rovato Ferrovia (poi Rovato Borgo) e di un altro, a carattere economico che collegava Brescia, ma transitante per Monterotondo di Passirano. Quest'ultimo servizio cessò le operazioni nel maggio 1932.
Tra il 1932 e il 1956, durante il periodo in cui fu operativa la ferrovia Rovato-Soncino, il collegamento per Rovato Borgo fu esteso fino a Cremona Porta Milano. In seguito, il servizio per la stazione SNFT di Rovato fu mantenuto con una coppia di corse, in concomitanza con le entrate e le uscite scolastiche, fino alla sua soppressione nel 1975. Fu ripristinato da Trenord tra il 2010 e il 2018.

## Strutture ed impianti

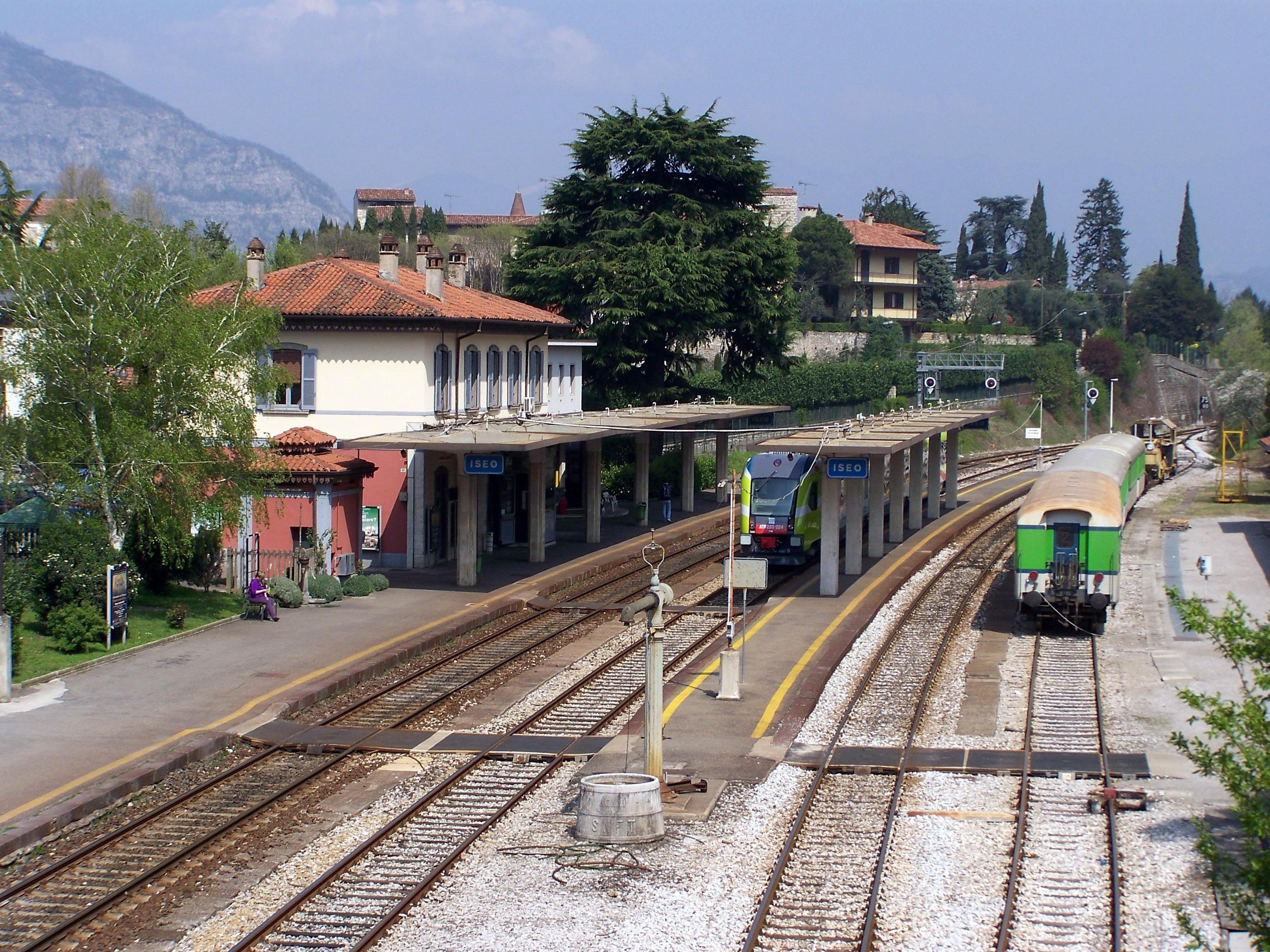
Il piazzale binari nel 2009

Il fabbricato viaggiatori, completato e aperto solo nel 1912, è quello tipico delle stazioni di prima classe della SNFT.
Il piazzale in asse al fabbricato viaggiatori è composto dal binario di corsa della Brescia-Iseo, da quello di corsa della Iseo-Edolo, lunghi entrambi 217 m, ai quali si aggiunge un binario di raddoppio lungo 222 m e da un altro di servizio, per la sosta del materiale rotabile non adibito al servizio passeggeri, lungo 152 m. I primi tre binari sono atti al servizio passeggeri: il primo è dotato di una banchina lunga 140 m, mentre un'altra a isola, lunga 120 m, è a servizio del secondo e terzo binario. Tutte le banchine sono coperte da una pensilina.
In direzione Rovato, la stazione è raccordata al vicino deposito rotabili Trenord, dotato di parco officina, di una struttura per il lavaggio e la pesa e di una piattaforma girevole.
Lo scalo merci è presente, ma in disuso: il magazzino, ristrutturato, è utilizzato per la logistica della manutenzione della linea.

## Movimento

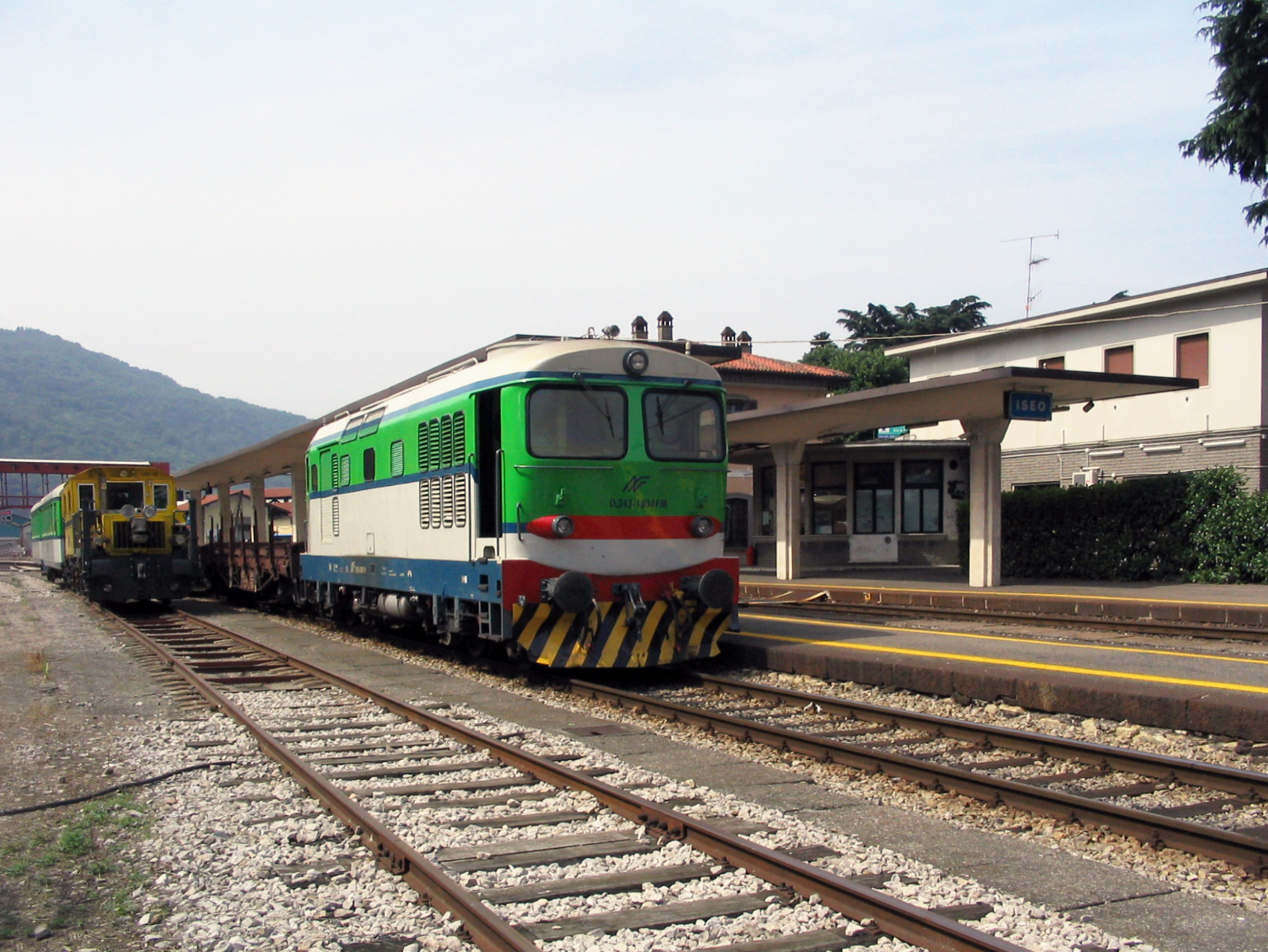
Treno merci in sosta sul terzo binario della stazione nel 2006

La stazione è servita dai treni RegioExpress (RE) Brescia-Edolo e dai treni regionali (R) Brescia-Iseo e Brescia-Breno/Edolo, eserciti da Trenord nell'ambito del contratto di servizio stipulato con la Regione Lombardia.
Iseo è anche capolinea di tutti gli itinerari del servizio turistico Treno dei sapori.

## Servizi
- Biglietteria a sportello
- Biglietteria automatica
- Ristorante
- Sala d'attesa
- Servizi igienici